# Střih větru

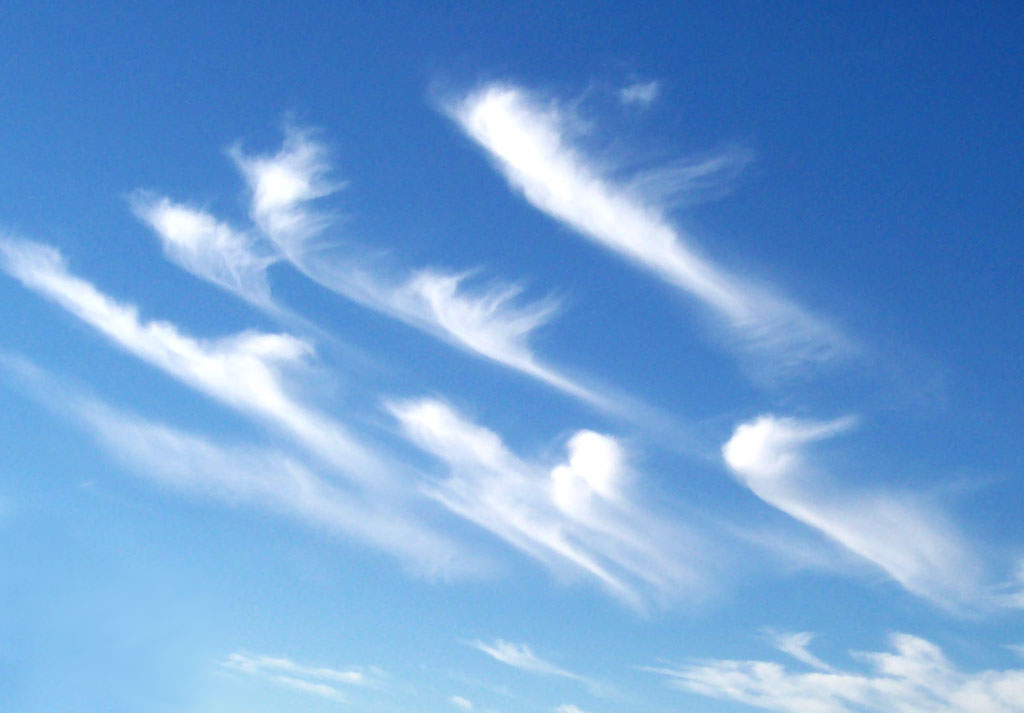
Ledové krystalky Cirrus uncinus ukazující střih větru na vysoké výšce se změnami rychlosti a směru větru

Dolů směřující vítr s přidruženým vírem umožňují oblakům na východní obloze za soumraku napodobovat polární záři v Mohavské poušti.

Střih větru, někdy označovaný jako gradient větru, je rozdíl v rychlosti a/nebo směru větru na relativně krátké vzdálenosti v atmosféře. Atmosférický střih větru se obvykle popisuje jako vertikální nebo horizontální střih větru. Vertikální střih větru je změna rychlosti nebo směru větru při změně výšky. Horizontální střih větru je změna rychlosti větru při změně boční polohy pro danou výšku.
Střih větru je meteorologický jev v mikroměřítku, který se vyskytuje na velmi malé vzdálenosti, ale může být spojen s meteorologickými prvky v mezoměřítku nebo synoptickém měřítku, jako jsou squall line a studené fronty. Běžně je pozorován v blízkosti microburstů a downburstů způsobených bouřkami, frontami, oblastmi lokálně silnějších větrů v nízkých hladinách označovaných jako low-level jets, v blízkosti hor, radiačních inverzí, které vznikají v důsledku jasné oblohy a klidného větru, budov, větrných turbín a plachetnic. Střih větru má významný vliv na řízení letadla a byl jedinou nebo spolupůsobící příčinou mnoha leteckých nehod.
Pohyb zvuku v atmosféře je ovlivněn střihem větru, který může ohýbat čelo vlny, což způsobuje, že zvuky jsou slyšet i tam, kde by normálně slyšet nebyly. Silný vertikální střih větru v troposféře rovněž brání rozvoji tropických cyklón, ale pomáhá organizovat jednotlivé bouřky do delších životních cyklů, které pak mohou způsobit nepříznivé počasí. Koncept termálního větru vysvětluje, jak rozdíly v rychlosti větru v různých výškách závisí na horizontálních rozdílech teplot, a vysvětluje existenci tryskového proudění.

## Definice
Střih větru označuje změnu rychlosti větru v horizontální nebo vertikální vzdálenosti. Piloti letadel obecně považují za výrazný střih větru horizontální změnu rychlosti vzduchu o 30 uzlů (15 m/s) u lehkých letadel a téměř 45 uzlů (23 m/s) u dopravních letadel ve výšce letu. Vertikální změny rychlosti větší než 4,9 uzlů (2,5 m/s) se u letadel rovněž považují za výrazný střih větru. Střih větru v nízké výšce může katastrofálním způsobem ovlivnit rychlost letadla při vzletu a přistání a piloti dopravních letadel jsou školeni, aby se vyhýbali všem microburstovým střihům větru (ztráta protivětru přesahující 30 uzlů [15 m/s]). Důvody pro opatrnost jsou následující:
- intenzita microburstu se může zdvojnásobit během minuty nebo méně,
- vítr může přejít v nadměrný boční vítr,
- 40–50 uzlů [21–26 m/s] je v některých fázích operací v malých výškách hranicí pro přežití a
- několik historických nehod se střihem větru se týkalo microburstů o rychlosti 35–45 uzlů (18–23 m/s).[4]

Střih větru je také klíčovým faktorem při vzniku silných bouřek. Se střihem větru je často spojeno další nebezpečí turbulence.

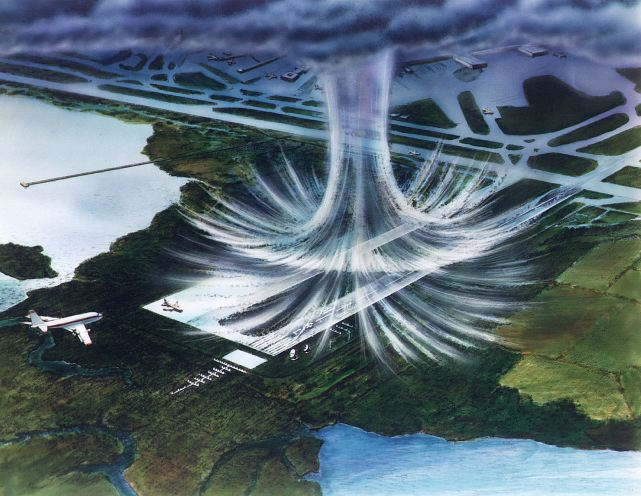
Schéma microburstu podle NASA. Směr pohybu je směrem dolů, dokud proud vzduchu nedosáhne úrovně země, poté se šíří všemi směry ven. Režim větru v microburstu je zcela opačný než v tornádu.

## Výskyt
Mezi povětrnostní situace, kdy je pozorován střih, patří:
- Atmosférické fronty. Výrazný střih je pozorován, pokud je rozdíl teplot na frontě 5 °C nebo vyšší a fronta se pohybuje rychlostí 15 m/s nebo vyšší. Vzhledem k tomu, že fronty jsou trojrozměrné jevy, lze frontální střih pozorovat v jakékoli výšce mezi povrchem a tropopauzou, a lze jej tedy pozorovat jak horizontálně, tak vertikálně. Vertikální střih větru nad teplými frontami představuje pro letectví větší problém než v blízkosti a za studenými frontami, a to z důvodu jejich delšího trvání.[2]
- Tryskové proudění ve vyšších hladinách. S tryskovými proudy vyšších hladin je spojen jev známý jako turbulence v čistém vzduchu (Clear Air Turbulence, CAT)[pozn. 2], způsobený vertikálním a horizontálním střihem větru spojeným s gradientem větru na okraji tryskových proudů.[5] CAT je nejsilnější na anticyklonální straně trysky,[6] obvykle vedle nebo těsně pod osou trysky.[7]
- Přízemní tryskové proudy. Když se přes noc nad zemským povrchem před studenou frontou vytvoří noční přízemní jet, může se v blízkosti spodní části přízemního jetu vyvinout výrazný vertikální střih větru. Tento střih větru se také nazývá nekonvektivní, protože není způsoben blízkými bouřkami.[2]
- Hory.[8]
- Inverze. Když se za jasné a klidné noci vytvoří při zemi radiační inverze, tření neovlivňuje vítr nad vrcholem inverzní vrstvy. Změna směru větru může dosáhnout 90 stupňů a rychlosti 21 m/s. Někdy lze pozorovat i noční proudění v nízké hladině. Nejsilnější bývá k východu slunce. Rozdíly v hustotě způsobují letectví další problémy.[2]
- Downbursty. Když se v důsledku mělké vrstvy srážkově ochlazeného vzduchu šířící se v blízkosti přízemní vrstvy z mateřské bouřky vytvoří hranice odtoku, může na předním okraji trojrozměrné hranice vzniknout jak rychlostní, tak směrový střih větru. Čím silnější je hranice odtoku, tím silnější je výsledný vertikální střih větru.[9]